# Михалёва, Надежда Александровна
Надежда Александровна Михалёва (17 января 1932, Москва — 24 апреля 2015) — советский и российский юрист, специалист по советскому государственному и российскому конституционному праву; выпускница МГУ (1955); доктор юридических наук (1983), профессор. Профессор Московского государственного университета имени О. Е. Кутафина (МГЮА); участвовала в работе над проектом первой Конституции РФ; Заслуженный деятель науки РФ, почетный работник ВПО РФ.

## Биография
Надежда Михалёва родилась 17 января 1932 года в Москве, в семье служащих. Получила среднее образование в женской школе № 635 (окончила её с золотой медалью). В 1955 году, стала выпускницей юридического факультета Московского государственного университета им. М. В. Ломоносова (с отличием). В том же году начала работать в Государственном издательстве юридической литературы (сегодня — российское издательство «Юридическая литература») — состояла в нём до 1958 года. Затем перешла во Всесоюзный институт юридических наук (ВИЮН; сегодня — российский Институт законодательства и сравнительного правоведения), где оставалась до 1963 года.
В 1966 году защитила кандидатскую диссертацию по теме «Организационно-правовые вопросы культурно-воспитательной деятельности местных Советов депутатов трудящихся» — стала кандидатом юридических наук. В 1963 году перешла на работу во ВНИИ советского законодательства, где проработала два года. В марте 1965 года заняла должность в секторе конституционного, административного и финансового законодательства Всесоюзного научно-исследовательского института советского законодательства (ВНИИСЗ).
В период с 1965 по 1966 год совмещала научно-исследовательскую работу с преподавательской деятельностью: преподавала на кафедре государственного права во Всесоюзном юридическом заочном институте (ВЮЗИ) и являлась преподавателем Высшей школе МВД СССР. Кроме того, читала лекции и в родном МГУ имени Ломоносова. В 1967 году окончательно перешла на преподавательскую работу во ВЮЗИ: заняла позицию старшего преподавателя, а затем и доцента. В 1984 году успешно защитила докторскую диссертацию по теме «Теоретические проблемы социалистической конституции: сущность, содержание, форма», стала доктором юридических наук и профессором на кафедре государственного права МГЮА. Получила звание «Заслуженный деятель науки РФ» и стала «Почетным работником высшего профессионального образования Российской Федерации». Была отмечена наградами Русской Православной Церкви Московского патриархата: награждена орденом Святой равноапостольной княгини Ольги.

## Работы
Надежда Михалёва специализировалась на юридических проблемах конституционализма, федерализма и сравнительного правоведения: так она опубликовала целый ряд научных статей и аналитических обзоров законодательства по вопросам конституционного права стран СНГ. Участвовала в создании проектов законов и выступала в роли эксперта по ряду законопроектов как в комитетах Госдумы РФ, так и в Администрации президента России; в период распада СССР являлась одним из разработчиков Конституции России и российского Закона о гражданстве. Выступала в роли эксперта и в российском Конституционном суде; в частности, отмечала излишнюю, по её мнению, детализацию федеральных законов России по вопросам совместного ве́дения, «которая негативно сказывается на регламентации федеральных и региональных полномочий: „Практически субъектам Федерации не остается возможности осуществлять собственное правовое регулирование“»:
- Социалистическая конституция (проблемы теории) (М., 1981);
- Новая Конституция суверенной России (М., 1994) (в соавт.);
- Эволюция и перспективы нового российского федерализма (М., 1994);
- Правовые аспекты нового российского федерализма (М., 1995).